# Quartet de corda núm. 4 (Nielsen)
El Quartet de corda núm. 4 en fa major de Carl Nielsen, op. 44, va ser compost entre febrer i juliol de 1906. L'últim dels quatre quartets de corda de la sèrie oficial de Nielsen va ser interpretat públicament per primera vegada el 30 de novembre de 1907 a Copenhaguen.

## Antecedents
El Quart Quartet de corda va ser compost entre dues de les principals obres dramàtiques de Nielsen, l'òpera còmica Maskarade i la seva música per al melodrama Hr. Oluf, han rider de Holger Drachmann. Els dos primers moviments es van escriure entre febrer i març, mentre que els dos últims es van compondre entre juny i juliol de 1906.
Es va interpretar per primera vegada en privat a casa dels amics de Nielsen, Viggo i Bodil Neergaard, a Fuglsang a l'illa de Lolland. L'agost de 1906, Nielsen va escriure al seu amic Henrik Knudsen: «Avui hem tocat el meu nou quartet i sona com esperava. Començo a descobrir la veritable naturalesa dels instruments de corda».
El quartet es va titular originalment Piacevolezza pel primer moviment, que estava marcat com Allegro piacevolo ed indolente (agradable i mandrós). En l'edició revisada de 1919, el moviment es va reanomenar com Allegro non tanto e comodo i el títol es va eliminar. L'obra va romandre en forma de manuscrit fins al 1923, quan va ser publicada per Peters de Leipzig.

## Recepció
La primera interpretació pública del quartet, realitzada pel Quartet de Corda de Copenhaguen el 30 de novembre de 1907 a la Palau Odd Fellows de Copenhaguen, no va ser gaire ben rebuda, probablement a causa del seu estil progressiu. Charles Kjerulf de Politiken va declarar: «Si el que els quatre cavallers amb els instruments de corda van tocar ahir a la nit amb tota serietat ha de ser considerat música bella i bona... aleshores la ciàtica és una delícia musical, perquè també és molt desagradable». Però Robert Henriques, escrivint a Vort Land, va ser més positiu: «Al primer moviment del nou quartet, s'admira immediatament l'habilitat polifònica amb la qual el compositor s'expressa i l'alegre so de piular d'ocells que li dona a la peça el seu to propi. En contrast amb aquest enfocament fresc, l'Andante és una peça de música catedralícia en la pura vena de Johannes Jørgensen, sovint atmosfèrica però una mica elaborada. Li segueix un Allegretto gràcil, que enganya astutament els oients evitant qualsevol cosa òbvia, però sense allunyar-se del que és fàcilment comprensible. I després el moviment final conclou la peça en plena harmonia amb una impressió general que deixa amb ganes de renovar el coneixement amb aquesta interessant obra, la satisfactòria interpretació de la qual es deu als senyors Ludvig Holm, Schiørring, Sandby i Ernst Høeberg».

## Música
- El moviment inicial, Allegro non tanto e comodo, és un perfecte exemple de casualitat estudiada per part d'un compositor que era expert a crear música d'un caràcter específic sempre que ho decidia.
- El segon moviment, Adagio con sentimento religioso, mostra l'interès de Nielsen per la música de les cançons nacionals de Dinamarca.
- El tercer moviment, Allegretto moderato ed innocento, és un scherzo ple de sorpreses. Comença suaument, el tema és interromput per un fort glissando que condueix a un encantador rondó. El trio comença amb una melodia agradable del violoncel seguida d'un breu crescendo dramàtic abans d'acabar amb el tema principal.
- El final, introduït per un breu Molto adagio, passa a un Allegro non tanto, ma molto scherzoso que forma la secció principal. El segon tema líric i lleuger és potser la part més significativa de l'obra.[2]